# Mutations (Beck)
| Recensione           | Giudizio |
| -------------------- | -------- |
| AllMusic             | [ 1 ]    |
| Entertainment Weekly | B        |
| The Guardian         | [ 3 ]    |
| Los Angeles Times    | [ 4 ]    |
| NME                  | 8/10     |
| Pitchfork            | 9/10     |
| Q                    | [ 7 ]    |
| Rolling Stone        | [ 8 ]    |
| Piero Scaruffi       | 6.5/10   |
| Spin                 | 8/10     |
| The Village Voice    | A−       |

Mutations è il sesto album discografico in studio del cantautore statunitense Beck, pubblicato il 3 novembre 1998.
Il lavoro presenta una forte influenza acustica, che sarà alle basi per il suo album del 2002 Sea Change, dopo Midnite Vultures.
L'album ha vinto un Grammy Award nella categoria Miglior album di musica alternativa.

## Descrizione
Mutations venne prodotto da Nigel Godrich, all'epoca affermato produttore discografico dei Radiohead. L'album include il suono di sintetizzatore Moog, chitarre acustiche, e arrangiamenti d'archi. Lo stile produttivo fu molto diverso rispetto a quello del precedente album Odelay, che era stato molto influenzato dalla musica hip hop e conteneva vari campionamenti. Dal punto di vista dei testi, Mutations è inoltre molto più sobrio e serio rispetto a Odelay, come evidenziato dalle canzoni Nobody's Fault but My Own e Dead Melodies.
Il titolo Mutations può essere un riferimento criptico a un'influente band brasiliana della fine degli anni '60, gli Os Mutantes. La canzone Tropicalia è infatti un pastiche delle opere di artisti brasiliani dell'epoca.

### Copertina
La copertina del disco mostra una fotografia di Beck parzialmente avvolto da un telo di plastica, opera del fotografo Autumn de Wilde. La direzione artistica della grafica per l'album fu assegnata all'artista astratto Robert M. Fisher. L'artwork interno include sculture e disegni dell'artista Tim Hawkinson.

## Pubblicazione
Prima dell'inizio delle sessioni di registrazione, Beck chiese ed ottenne il permesso della Geffen, casa discografica con la quale era sotto contratto, di pubblicare Mutations per la piccola etichetta indie Bong Load Records. Tuttavia, quando i dirigenti della Geffen ascoltarono l'album, si ritirarono dall'accordo e pubblicarono il disco. Questo portò a una causa legale intentata da Beck nei confronti della Geffen Records.
I singoli estratti dall'album furono Tropicalia, Cold Brains (solo in Australia e Nuova Zelanda), e Nobody's Fault but My Own (solo in Giappone). Nessun videoclip promozionale fu prodotto per supportare i singoli. Beck apparve al Saturday Night Live dove eseguì Tropicalia e Nobody's Fault but My Own.
Mutations raggiunse la posizione numero 13 in classifica negli Stati Uniti, venendo certificato disco d'oro, e la numero 24 nel Regno Unito.

## Tracce
Testi e musiche di Beck Hansen.
1. Cold Brains – 3:41
2. Nobody's Fault but My Own – 5:02
3. Lazy Flies – 3:44
4. Canceled Check – 3:14
5. We Live Again – 3:05
6. Tropicalia – 3:20
7. Dead Melodies – 2:36
8. Bottle of Blues – 4:56
9. O Maria – 3:59
10. Sing It Again – 4:19
11. Static – 11:20 – (comprende la traccia nascosta Diamond Bollocks, che inizia a 5:18)

## Formazione
- Beck - chitarra, armonica, piano, glockenspiel, voce, produzione
- Elliot Caine - tromba
- David Richard Campbell - arrangiamenti, coordinamento, viola
- Larry Corbett - violoncello
- Warren Klein - sitar, tamboura
- Bob Ludwig - masterizzazione
- David Ralicke - flauto, trombone
- Nigel Godrich - produzione, missaggio
- Smokey Hormel - chitarra, percussioni, cori, cuica
- Joey Waronker - percussioni, batteria
- Robert Fisher - direzione artistica
- Justin Meldal-Johnsen - basso, percussioni, cori
- Roger Manning - synth, tastiere, clavicembalo, cori
- John Sorenson - assistente ingegneria
- Charlie Gross - fotografia
- Autumn de Wilde - fotografie